# Peripterygia marginata
Peripterygia marginata es la única especie del género monotípico Peripterygia,  perteneciente a la familia de las celastráceas. Es  originaria de  Nueva Caledonia.

## Taxonomía
Peripterygia marginata fue descrita por (Baill.) Loes. y publicado en Botanische Jahrbücher für Systematik, Pflanzengeschichte und Pflanzengeographie 39: 169. 1906.
Sinonimia
- Pterocelastrus marginatus Baill.	[3]